# Halové mistrovství Evropy v atletice 2013

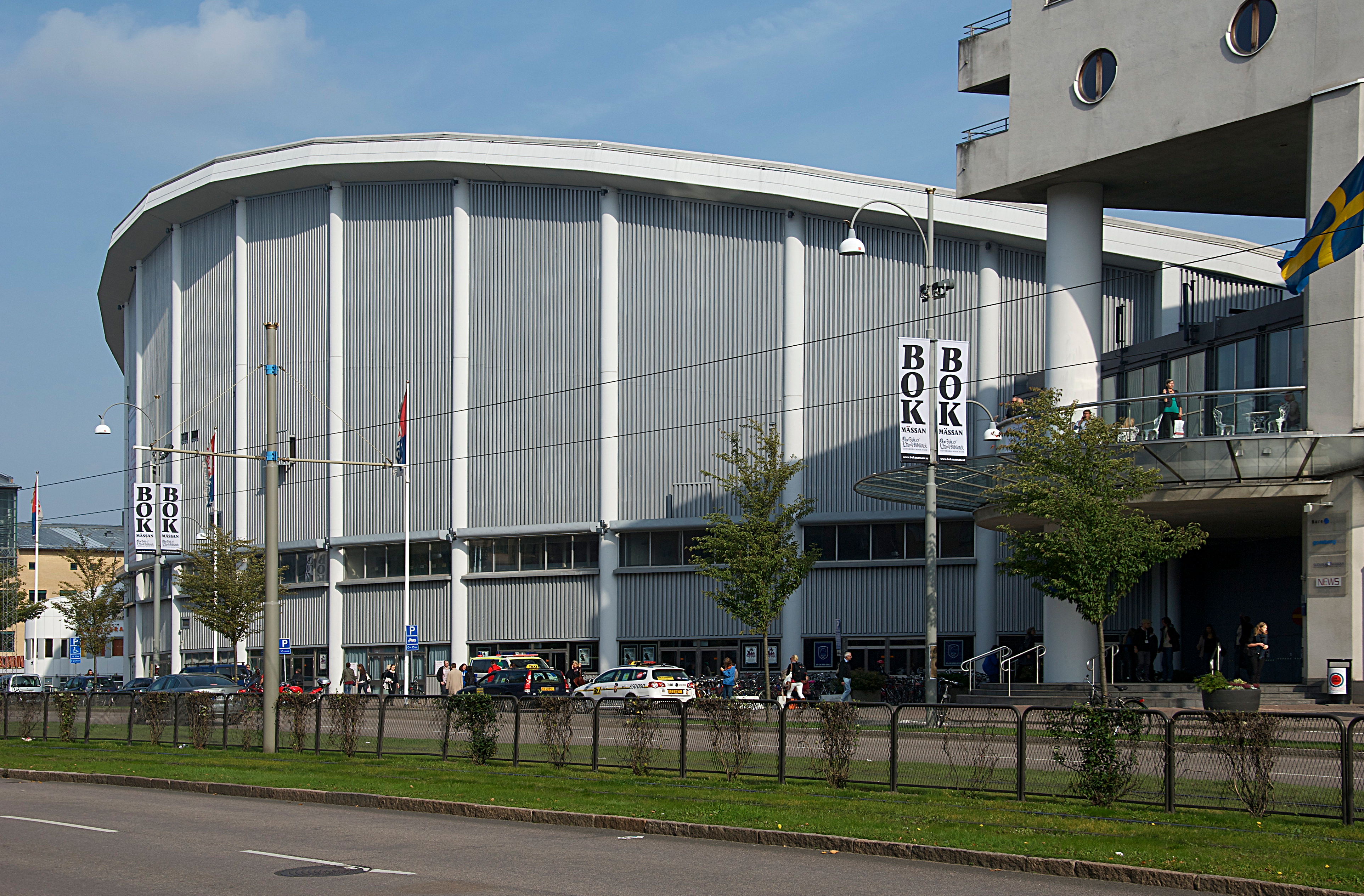
Hala Scandinavium (2011)

32. Halové mistrovství Evropy v atletice se konalo ve švédském Göteborgu ve dnech 1. – 3. března 2013 v hale Scandinavium. Ve stejné hale se uskutečnil halový evropský šampionát již v roce 1974 a konalo se zde také halové ME v roce 1984. Na programu bylo dohromady 26 disciplín (13 mužských a 13 ženských), kterých se zúčastnilo 578 atletů (320 mužů a 258 žen) ze 47 států Evropy. Kvalifikace koulařů se uskutečnila již ve čtvrtek 28. února od 19:00 v prostorách tržiště, které přiléhá k hale Scandinavium.
O pořadatelství rozhodla Evropská atletická asociace na konferenci na Maltě ve dnech 11. – 15. října 2007.
Halovou mistryní Evropy v běhu na 60 metrů se stala bulharská sprinterka Tezdžan Naimovová. Zlatou medaili však musela kvůli dopingu vrátit a jelikož se jednalo již o její druhý dopingový případ, byla potrestána doživotním zákazem startů.

## Absence
Řada předních evropských atletů se rozhodla z různých důvodů halovou sezónu vynechat. Ve výškařském sektoru se nepředstavila Chorvatka Blanka Vlašičová, která prodělala v roce 2012 operaci kotníku a achillovky na odrazové noze. K závodění se měla vrátit na konci ledna roku 2013 v rodném Splitu, avšak nakonec se rozhodla návrat neuspěchat a sezónu v hale vynechat. Kvůli operaci ramene rovněž sezónu vynechala německá výškařka Ariane Friedrichová, která se měla původně v této sezóně představit v dálkařském sektoru, avšak z tohoto rozhodnutí nakonec sešlo. Chyběly rovněž medailistky z olympijských her v Londýně, Rusky Anna Čičerovová a Světlana Školinová. Mezi muži kvůli nepřesvědčivým výsledkům sezónu předčasně ukončil olympijský vítěz a halový mistr Evropy z předchozích dvou šampionátů v Turíně 2009 a Paříže 2011 Rus Ivan Uchov.
V tyčkařském sektoru se mezi ženami nepředstavila Jelena Isinbajevová, která se rozhodla plně připravovat na světový šampionát v Moskvě či stříbrná medailistka z HME 2009 a HME 2011 Němka Silke Spiegelburgová, která dala přednost studiu. Titul z předchozího šampionátu v Paříži neobhajil francouzský trojskokan a držitel halového světového rekordu Teddy Tamgho. Ten si poranil na evropském šampionátu do 23 let v Ostravě kotník a kvůli tomuto zranění od 16. července 2011 nezávodil. Kvůli dlouhodobému zranění titul neobhájila rovněž německá překážkářka Carolin Nytraová. Z předních německých atletů sezónu rovněž vynechali stříbrný olympijský medailista a mistr světa ve vrhu koulí David Storl, mistr Evropy v desetiboji Pascal Behrenbruch a německé vícebojařky Lilli Schwarzkopfová (stříbro na LOH 2012) a Jennifer Oeserová (bronz na ME 2010 a MS 2011).

## Česká účast
Českou republiku na tomto šampionátu reprezentovalo 21 atletů (11 mužů a 10 žen). Výkonnostní limity mohli čeští atleti plnit v období od 1. ledna do 20. února 2013.
Čeští atleti vybojovali zásluhou sprintera Pavla Masláka (běh na 400 m) jednu zlatou medaili. Bronzové medaile postupně přidali Ladislav Prášil ve vrhu koulí, Jaroslav Bába ve skoku do výšky a ženská štafeta v závodě na 4×400 metrů ve složení Denisa Rosolová, Jitka Bartoničková, Lenka Masná a Zuzana Hejnová. Na třetím místě nakonec skončilo i mužské kvarteto ve složení Daniel Němeček, Josef Prorok, Petr Lichý a Pavel Maslák. Původně třetí Polsko bylo po protestu diskvalifikováno.

## Program
| H | Rozběhy | Q | Kvalifikace | ½ | Semifinále | F | Finále |

| Datum →      | 28.2. | 1. 3. | 1. 3. | 1. 3. | 2. 3. | 2. 3. | 2. 3. | 3. 3. | 3. 3. | 3. 3. |
| Disciplína ↓ | Večer | Dop.  | Odp.  | Odp.  | Dop.  | Odp.  | Odp.  | Dop.  | Odp.  | Odp.  |
| ------------ | ----- | ----- | ----- | ----- | ----- | ----- | ----- | ----- | ----- | ----- |
| 60 m         |       |       | H     |       |       | ½     | F     |       |       |       |
| 400 m        |       | H     |       |       |       | ½     | ½     | F     |       |       |
| 800 m        |       |       | H     | H     |       | ½     | ½     | F     |       |       |
| 1500 m       |       |       |       |       | H     |       |       |       | F     | F     |
| 3000 m       |       | H     |       |       |       | F     | F     |       |       |       |
| 60 m přek.   |       | H     | ½     | F     |       |       |       |       |       |       |
| 4 × 400 m    |       |       |       |       |       |       |       |       | F     | F     |
| Skok vysoký  |       |       | Q     | Q     |       | F     | F     |       |       |       |
| Skok o tyči  |       |       |       |       | Q     |       |       |       | F     | F     |
| Skok daleký  |       |       |       |       | Q     |       |       |       | F     | F     |
| Trojskok     |       | Q     |       |       |       | F     | F     |       |       |       |
| Vrh koulí    | Q     |       | F     | F     |       |       |       |       |       |       |
| Sedmiboj     |       |       |       |       | F     | F     | F     | F     | F     | F     |

| Datum →      | 28. 2. | 1. 3. | 1. 3. | 1. 3. | 2. 3. | 2. 3. | 2. 3. | 3. 3. | 3. 3. | 3. 3. |
| Disciplína ↓ | Večer  | Dop.  | Odp.  | Odp.  | Dop.  | Odp.  | Odp.  | Dop.  | Odp.  | Odp.  |
| ------------ | ------ | ----- | ----- | ----- | ----- | ----- | ----- | ----- | ----- | ----- |
| 60 m         |        |       |       |       | H     |       |       |       | ½     | F     |
| 400 m        |        | H     |       |       |       | ½     | ½     | F     |       |       |
| 800 m        |        |       | H     | H     |       | ½     | ½     | F     |       |       |
| 1500 m       |        |       | H     | H     |       | F     | F     |       |       |       |
| 3 000 m      |        |       |       |       | H     |       |       | F     |       |       |
| 60 m přek.   |        | H     | ½     | F     |       |       |       |       |       |       |
| 4 × 400 m    |        |       |       |       |       |       |       |       | F     | F     |
| Skok vysoký  |        |       |       |       | Q     |       |       |       | F     | F     |
| Skok o tyči  |        |       | Q     | Q     |       | F     | F     |       |       |       |
| Skok daleký  |        | Q     |       |       |       | F     | F     |       |       |       |
| Trojskok     |        |       | Q     | Q     |       |       |       | F     |       |       |
| Vrh koulí    |        |       |       |       | Q     |       |       | F     |       |       |
| Pětiboj      |        | F     | F     | F     |       |       |       |       |       |       |

## Medailisté

### Muži
| Soutěž            | Zlato                                                                                 | Stříbro                                                                              | Bronz                                                             |
| ----------------- | ------------------------------------------------------------------------------------- | ------------------------------------------------------------------------------------ | ----------------------------------------------------------------- |
| 60 m              | Jimmy Vicaut 6,48                                                                     | James Dasaolu 6,48                                                                   | Michael Tumi 6,52                                                 |
| 400 m             | Pavel Maslák 45,66                                                                    | Nigel Levine 46,21                                                                   | Pavel Trenichin 46,70                                             |
| 800 m             | Adam Kszczot 1:48,69                                                                  | Kevin López 1:49,31                                                                  | Mukhtar Mohammed 1:49,60                                          |
| 1500 m            | Mahiedine Mekhissi-Benabbad 3:37,17                                                   | İlham Tanui Özbilen 3:37,22                                                          | Simon Denissel 3:37,70                                            |
| 3000 m            | Hayle Ibrahimov 7:49,74                                                               | Juan Carlos Higuero 7:50,26                                                          | Ciarán O'Lionaird 7:50,40                                         |
| 60 m př.          | Sergej Šubenkov 7,49                                                                  | Paolo Dal Molin 7,51                                                                 | Pascal Martinot-Lagarde 7,53                                      |
| Štafeta 4 × 400 m | Spojené království 3:05,78 Michael Bingham Richard Buck Nigel Levine Richard Strachan | Rusko 3:06,96 Pavel Trenichin Jurij Tramboveckij Konstantin Svečkar Vladimir Krasnov | Česko 3:07,64 Daniel Němeček Josef Prorok Petr Lichý Pavel Maslák |
| Skok do výšky     | Sergej Mudrov 2,35 m                                                                  | Alexej Dmitrik 2,33 m                                                                | Jaroslav Bába 2,31 m                                              |
| Skok o tyči       | Renaud Lavillenie 6,01 m                                                              | Björn Otto 5,76 m                                                                    | Malte Mohr 5,76 m                                                 |
| Skok daleký       | Alexandr Meňkov 8,31 m                                                                | Michel Tornéus 8,29 m                                                                | Christian Reif 8,07 m                                             |
| Trojskok          | Daniele Greco 17,70 m                                                                 | Ruslan Samitov 17,30 m                                                               | Alexej Fjodorov 17,12 m                                           |
| Vrh koulí         | Asmir Kolašinac 20,62 m                                                               | Hamza Alić 20,34 m                                                                   | Ladislav Prášil 20,29 m                                           |
| Sedmiboj          | Eelco Sintnicolaas 6 372 bodů                                                         | Kévin Mayer 6 297 bodů                                                               | Mihail Dudaš 6 099 bodů                                           |

### Ženy
| Soutěž            | Zlato | Stříbro                                                                                   | Bronz                                                                       |
| ----------------- | --- | ----------------------------------------------------------------------------------------- | --------------------------------------------------------------------------- |
| 60 m              | Marija Rjemjeňová 7,10                                                                                   | Myriam Soumaréová 7,11                                                                    | Ivet Lalovová 7,12                                                          |
| 400 m             | Perri Shakesová-Draytonová 50,85                                                                         | Eilidh Childová 51,45                                                                     | Moa Hjelmerová 52,04                                                        |
| 800 m             | Natalija Lupuová 2:00,26                                                                                 | Jelena Kotulská 2:00,98                                                                   | Maryna Arzamasavová 2:01,21                                                 |
| 1500 m            | Abeba Aregawiová 4:04,47                                                                                 | Isabel Macíasová 4:14,19                                                                  | Katarzyna Broniatowská 4:14,30                                              |
| 3000 m            | Sara Moreirová 8:58,50                                                                                   | Corinna Harrerová 9:00,50                                                                 | Fionnuala Brittonová 9:00,54                                                |
| 60 m př.          | Alina Talajová 7,94                                                                                      | Veronica Borsiová 7,94                                                                    | Derval O'Rourkeová 7,95                                                     |
| Štafeta 4 × 400 m | Spojené království 3:27,56 Eilidh Childová Shana Coxová Christine Ohuruoguová Perri Shakesová-Draytonová | Rusko 3:28,18 Olga Tovarnovová Taťjana Veškurovová Naděžda Kotljarovová Xenija Zadorinová | Česko 3:28,49 Denisa Rosolová Jitka Bartoničková Lenka Masná Zuzana Hejnová |
| Skok do výšky     | Ruth Beitiaová 1,99 m                                                                                    | Ebba Jungmarková 1,96 m                                                                   | Emma Green Tregarová 1,96 m                                                 |
| Skok o tyči       | Holly Bradshawová 4,67 m                                                                                 | Anna Rogowská 4,67 m                                                                      | Anželika Sidorovová 4,62 m                                                  |
| Skok daleký       | Darja Klišinová 7,01 m                                                                                   | Éloyse Lesueurová 6,90 m                                                                  | Erica Jarderová 6,71 m                                                      |
| Trojskok          | Olga Saladuchová 14,88 m                                                                                 | Irina Gumenjuková 14,30 m                                                                 | Simona La Mantiaová 14,26 m                                                 |
| Vrh koulí         | Christina Schwanitzová 19,25 m                                                                           | Alena Kopecová 18,85 m                                                                    | Chiara Rosaová 18,37 m                                                      |
| Pětiboj           | Antoinette Nana Djimouová 4 666 bodů                                                                     | Jana Maximovová 4 658 bodů                                                                | Hanna Melnyčenková 4 608 bodů                                               |

## Medailové pořadí
| Umístění | Stát                | Zlato | Stříbro | Bronz | Celkem |
| -------- | ------------------- | ----- | ------- | ----- | ------ |
| 1.       | Rusko               | 4     | 7       | 3     | 14     |
| 2.       | Spojené království  | 4     | 3       | 1     | 8      |
| 3.       | Francie             | 4     | 2       | 3     | 9      |
| 4.       | Ukrajina            | 2     | 1       | 1     | 4      |
| 5.       | Španělsko           | 1     | 3       | 0     | 4      |
| 6.       | Švédsko             | 1     | 2       | 3     | 6      |
| 7.       | Německo             | 1     | 2       | 2     | 5      |
| 8.       | Itálie              | 1     | 1       | 3     | 5      |
| 9.       | Česko               | 1     | 1       | 4     | 5      |
| 10.      | Polsko              | 1     | 1       | 0     | 2      |
| 11.      | Turecko             | 1     | 0       | 4     | 5      |
| 12.      | Srbsko              | 1     | 0       | 1     | 2      |
| 13.      | Ázerbájdžán         | 1     | 0       | 0     | 1      |
| 13.      | Bulharsko           | 1     | 0       | 0     | 1      |
| 13.      | Nizozemsko          | 1     | 0       | 0     | 1      |
| 13.      | Portugalsko         | 1     | 0       | 0     | 1      |
| 17.      | Bělorusko           | 0     | 2       | 2     | 4      |
| 18.      | Bosna a Hercegovina | 0     | 1       | 0     | 1      |
| 19.      | Irsko               | 0     | 0       | 2     | 2      |

## Zúčastněné země
(v závorkách uvedeny počty vyslaných sportovců)
| - Albánie (3) - Andorra (1) - Arménie (2) - Ázerbájdžán (2) - Belgie (13) - Bělorusko (12) - Bosna a Hercegovina (2) - Bulharsko (13) - Česko (21) - Dánsko (6) - Estonsko (7) - Finsko (11) - Francie (32) - Gibraltar (2) - Gruzie (3) - Chorvatsko (8) | - Irsko (11) - Island (2) - Itálie (44) - Izrael (2) - Kypr (4) - Litva (4) - Lotyšsko (10) - Maďarsko (7) - Makedonie (1) - Malta (1) - Moldavsko (1) - Monako (1) - Německo (28) - Nizozemsko (13) - Norsko (12) | - Polsko (21) - Portugalsko (13) - Rakousko (5) - Rumunsko (18) - Rusko (51) - Řecko (12) - San Marino (1) - Slovensko (11) - Slovinsko (7) - Srbsko (4) - Španělsko (27) - Švédsko (40) - Švýcarsko (6) - Turecko (15) - Ukrajina (38) - Velká Británie (29) |